# Libro delle ore di Giovanna d'Évreux

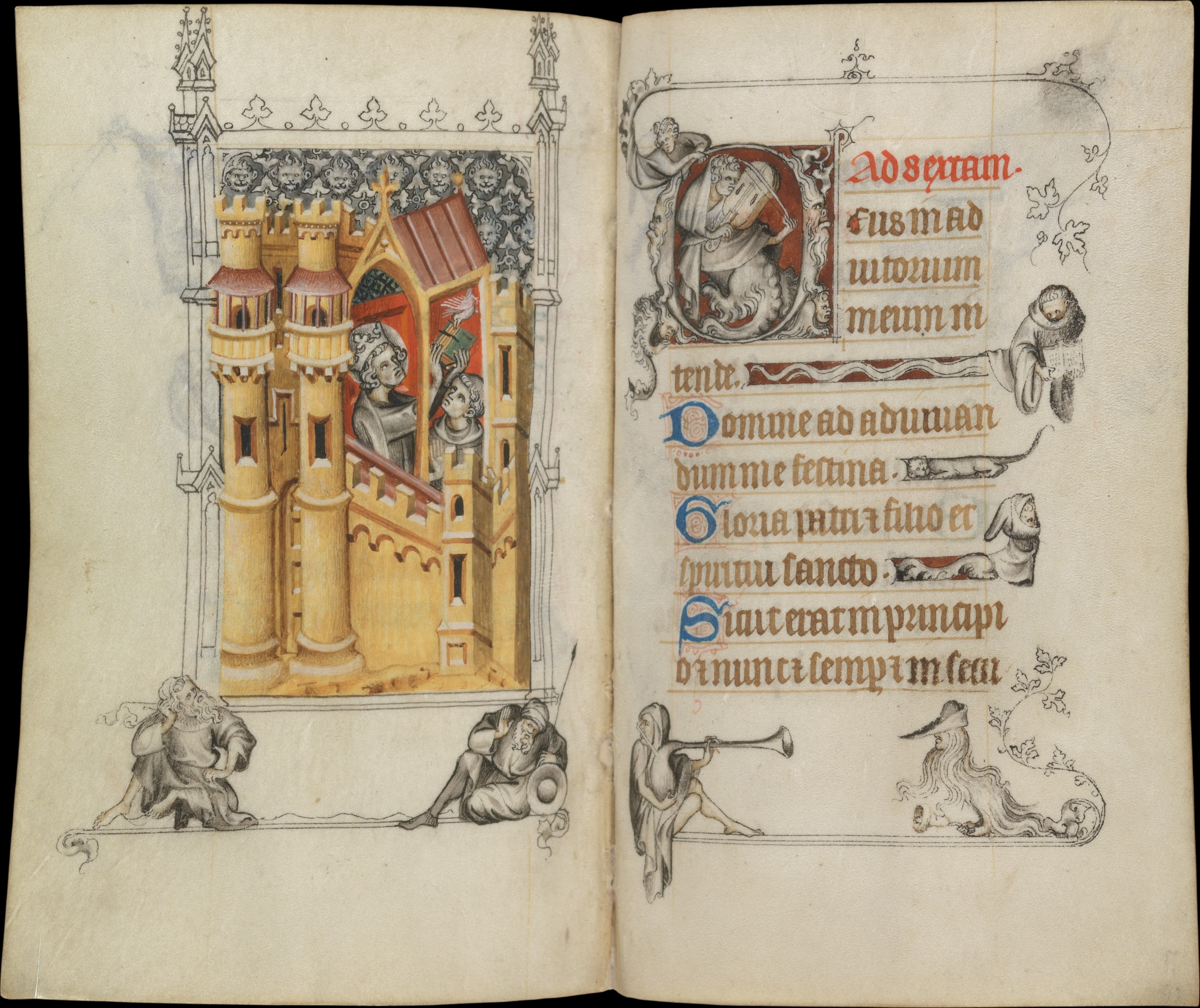
Alcune pagine miniate del libro

Il Libro d'ore di Giovanna d'Évreux è un manoscritto di epoca medievale commissionato a Jean Pucelle da Carlo IV di Francia per sua moglie Giovanna d'Évreux, probabilmente in occasione della sua incoronazione. Fu realizzato a Parigi tra il 1325 e il 1328. Segue la liturgia delle Ore dei Domenicani.